# Cambios en la toponimia municipal de Cataluña durante la guerra civil española
El estallido revolucionario que siguió a la a la insurrección militar de julio de 1936 y al inicio de la Guerra Civil —periodo extraordinariamente convulso— llevó consigo en algunos casos, tanto en Cataluña como en el resto de España, efectos sobre la toponimia municipal que tuvieron considerable efecto a escala local y comarcal. Los cambios producidos en Cataluña recibieron reconocimiento oficial por parte de la Generalidad de Cataluña republicana, y fueron declarados nulos por la Dictadura al finalizar la guerra en Cataluña.

## Origen
Los cambios de nombres se llevaron a cabo con la intención de sustituir la denominación tradicional por un topónimo que reflejase las inquietudes reformadoras y revolucionarias del momento, principalmente de tendencia anarcosindicalista y comunista. En consecuencia, afectaron sobre todo a las denominaciones de carácter hagiográfico —es decir, los nombres alusivos al santoral— así como, en menor grado, nombres alusivos a los antiguos dominios señoriales, eclesiásticos o de la realeza, que fueron sustituidos en muchos casos por elementos geográficos del entorno inmediato.
El vacío de poder institucional —a escala española y en el ámbito de la Generalidad— producido en la situación de guerra y revolución, se suplió localmente con la emergencia de poderes locales —los autodenominados "comités populares"— que actuaron durante los primeros meses del conflicto fuera de todo control y legalidad [cita requerida]. Fue durante esos meses cuando en muchos pueblos se tomó la decisión de cambiar su nombre [cita requerida]. 

## El marco legal y los decretos de la Generalidad de Cataluña
En octubre de 1936 la Generalidad comenzó a dar unas primeras muestras de poder o de querer controlar la situación con el establecimiento de algunas medidas excepcionales. Así, el Decreto de Seguridad Interior de 9 de octubre de 1936 dispuso en su artículo 6: El cambio de nombre de un municipio habrá de ser acordado por el Ayuntamiento y este acuerdo se someterá a la aprobación del Consejo de la Generalidad.

Tras el establecimiento de esta medida reguladora se produjo un gran número de acuerdos municipales referentes a cambios de nombre, que posteriormente la Generalidad ratificó en medio de la pasión -o tal vez la presión— revolucionaria del momento. Así, durante los primeros nueve meses de 1937 el Departamento de Seguridad Interior de la Generalidad (denominado posteriormente Departamento de Gobernación y Asistencia Social) aprobó once (11) decretos de ratificación de los cambios, que afectaron a ciento veintitrés (123) municipios.
Posteriormente, y buscando erradicar o minimizar la arbitrariedad detectada en las propuestas, un nuevo decreto de 8 de octubre de 1937 endureció las medidas, reconociendo de nuevo el papel, aunque fuese teórico, de la Ley Municipal de Cataluña de 1935, que ya disponía de un procedimiento específico para los cambios de nombre de los municipios, pero que al inicio del conflicto fue ignorada, convirtiéndose en "papel mojado" como consecuencia de la ola revolucionaria. A partir de la publicación de este decreto, y hasta el fin de la Guerra Civil una sola población cambió oficialmente de nombre (año 1938).

## Todos los cambios oficiales
Antes de julio de 1936 el número de municipios en Cataluña superaba en sólo unas decenas el millar de entidades. Hubo un total de ciento veinticuatro (124) cambios de nombre oficializados por decretos de la Generalidad de Cataluña, número que representa en torno al 12% del total de municipios de la época. Ciento cinco (105) de este total de ciento veinticuatro contenían algún elemento de cariz religioso en el topónimo.

No obstante, quedaron sin alterar cerca de una treintena de denominaciones hagionímicas (con el elemento de un Santo o Santa en el nombre), más otros topónimos con vinculación religiosa evidente, como por ejemplo La Bisbal del Ampurdán, San Agustín de Llusanés, Sant Cebrià de Vallalta, San Lorenzo de Morunys, Santa Margarita y Monjós, San Pol de Mar, Seo de Urgel, Vallbona de les Monges, Verges o Vilasacra.
| Nombre anterior             | Nombre nuevo              | Nombre actual            | Comentarios                                                              |
| --------------------------- | ------------------------- | ------------------------ | ------------------------------------------------------------------------ |
| Cabrera de Mataró           | Cabrera del Maresme *     | Cabrera de Mar           | * Todos los nombres se cambiaron en 1937, con la salvedad de éste (1938) |
| Calonge de les Gavarres     | Calonge de la Costa Brava | Calonge                  |                                                                          |
| Castelladral                | Navàs                     | Navàs                    | Nombre recuperado con posterioridad                                      |
| Cerc                        | Cerc-Ortedó               | Cerc                     | Actualmente municipio de Alàs i Cerc                                     |
| Fígols d'Organyà            | Fígols de Segre           | cn                       | Actualmente municipio de Fígols i Alinyà                                 |
| Font-rubí                   | Guardiola del Penedès     |                          |                                                                          |
| Freixenet de Segarra        | Pineda de Segarra         | Sant Guim de Freixenet   | El pueblo conserva el nombre, pero el municipio ha cambiado.             |
| Horta de Sant Joan          | Horta de Terra Alta       |                          |                                                                          |
| Juncosa                     | Juncosa de les Garrigues  |                          |                                                                          |
| Masies de Sant Hipòlit, les | Glevinyol de Ter          | Les Masies de Voltregà   |                                                                          |
| Molins de Rei               | Molins de Llobregat       |                          |                                                                          |
| Monistrol de Calders        | Monistrol de Bages        |                          |                                                                          |
| Montellà de Cadí            | Montellà i Martinet       | Montellà i Martinet      | Nombre recuperado con posterioridad                                      |
| Palau de Santa Eulàlia      | Puigflorit de Fluvià      |                          |                                                                          |
| Parròquia de Ripoll,la      | Fontfreda de Ter          | Ripoll                   | Municipio que fue agregado a Ripoll                                      |
| Pedret i Marzà              | Marzà                     |                          |                                                                          |
| Pierola                     | Hostalets de Pierola      | Hostalets de Pierola     | Nombre recuperado con posterioridad                                      |
| Pla de Sant Tirs            | Pla de Cadí               | el Pla de Sant Tirs      | Municipio fusionado con Ribera d'Urgellet                                |
| Pobla de la Granadella,la   | Bellaguarda               | Bellaguarda              | Nombre recuperado con posterioridad                                      |
| Prats de Rei, els           | Prats d'Anoia, els        |                          |                                                                          |
| Premiá de Dalt              | Premià                    |                          |                                                                          |
| San Adrián de Besós         | El Pla de Besòs           |                          |                                                                          |
| San Andrés de la Barca      | Aigüestoses de Llobregat  |                          |                                                                          |
| Sant Andreu de Llavaneres   | Llavaneres                |                          |                                                                          |
| San Andrés Salou            | Salou de la Selva         |                          |                                                                          |
| Sant Aniol de Finestres     | Finestres                 |                          |                                                                          |
| Sant Antolí i Vilanova      | Vilanova de Segarra       | cn                       | Actualmente incorporado al municipio de la Ribera d'Ondara               |
| Sant Antoni de Mar          | Llevantí de Mar           | Sant Antoni de Calonge   | Núcleo marítimo del municipio de Calonge                                 |
| Sant Bartomeu del Grau      | Serra del Grau            |                          |                                                                          |
| San Baudilio de Llobregat   | Vilaboi                   |                          |                                                                          |
| San Baudilio de Llusanés    | Aurora de Lluçanès        |                          |                                                                          |
| San Carlos de la Rápita     | La Ràpita dels Alfacs     |                          |                                                                          |
| Sant Celoni                 | Baix Montseny             |                          |                                                                          |
| Sant Climent de Llobregat   | El Cirerer de Llobregat   |                          |                                                                          |
| San Clemente Sasebas        | Sescebes d'Empordà        |                          |                                                                          |
| San Cugat del Vallés        | Pins del Vallès           |                          |                                                                          |
| Sant Cugat Sesgarrigues     | Sesgarrigues              |                          |                                                                          |
| Sant Daniel                 | La Vall de Galligant      | cn                       | Pertenece a Gerona                                                       |
| Sant Esteve de Palautordera | Vallflorida               |                          |                                                                          |
| Sant Esteve Sesrovires      | Sesrovires                |                          |                                                                          |
| Sant Feliu de Buixalleu     | Buixalleu de la Selva     |                          |                                                                          |
| Sant Feliu de Codines       | Codines del Vallès        |                          |                                                                          |
| Sant Feliu de Guíxols       | Guíxols                   |                          |                                                                          |
| Sant Feliu de Llobregat     | Roses de Llobregat        |                          |                                                                          |
| Sant Feliu de Pallerols     | Hostoles                  |                          |                                                                          |
| Sant Feliu Sasserra         | Sasserra de Bages         |                          |                                                                          |
| Sant Fost de Campsentelles  | Alba del Vallès           |                          |                                                                          |
| Sant Fruitós de Bages       | Riudor de Bages           |                          |                                                                          |
| Sant Genís de Vilassar      | Vilassar de Dalt          | Vilassar de Dalt         | Nombre recuperado con posterioridad                                      |
| Sant Gregori                | Tudela de Ter             |                          |                                                                          |
| Sant Hilari Sacalm          | Fonts de Sacalm           |                          |                                                                          |
| Sant Hipòlit de Voltregà    | Voltregà                  |                          |                                                                          |
| Sant Iscle de Vallalta      | Vallalta de Maresme       |                          |                                                                          |
| Sant Jaume de Frontanyà     | Frontanyà de Roca         |                          |                                                                          |
| Sant Jaume dels Domenys     | Domenys del Penedès       |                          |                                                                          |
| Sant Jaume de Llierca       | Poble del Llierca         |                          |                                                                          |
| Sant Joan de les Abadesses  | Puig-alt de Ter           |                          |                                                                          |
| Sant Joan de Mollet         | Mollet de Ter             |                          |                                                                          |
| Sant Joan de Palamós        | Vilarromà                 | cn                       | Pertenece a Palamós                                                      |
| Sant Joan de Vilatorrada    | Vilatorrada de Cardener   |                          |                                                                          |
| Sant Joan Despí             | El Pi de Llobregat        | Sant Joan les Fonts      | Beguda                                                                   |
| Sant Jordi Desvalls         | Desvalls                  |                          |                                                                          |
| Sant Julià de Ramis         | Costa-roja del Terri      |                          |                                                                          |
| Sant Llorenç d'Hortons      | Llorenç d'Hortons         |                          |                                                                          |
| Sant Llorenç Savall         | Ripoll del Vallès         |                          |                                                                          |
| Sant Martí de Maldà         | Plana de Riucorb          | cn                       | Fusionado con Sant Martí de Riucorb                                      |
| Sant Martí de Sesgueioles   | Sesgueioles               | Sant Martí Sesgueioles   |                                                                          |
| Sant Martí de Sobremunt     | Les Roques d'Osona        |                          |                                                                          |
| Sant Martí de Tous          | Tous d'Anoia              |                          |                                                                          |
| Sant Martí de Riudeperes    | Calldetenes               | Calldetenes              | Nombre recuperado con posterioridad                                      |
| Sant Martí Sarroca          | Castellsarroca            |                          |                                                                          |
| Sant Martí Vell             | Vellmartí                 |                          |                                                                          |
| Sant Mateu de Bages         | Bages d'en Selves         |                          |                                                                          |
| Sant Miquel de Cladells     | Cladells de Vallors       | Cladells                 | Agregado a Santa Coloma de Farners                                       |
| San Miguel de Fluviá        | Fluvià d'Empordà          |                          |                                                                          |
| Sant Miquel de la Vall      | La Vall de Montsec        | cn                       | Fusionado con Gavet de la Conca                                          |
| Sant Mori                   | El Puig                   |                          |                                                                          |
| Sant Pau de Segúries        | Segúries de Ter           |                          |                                                                          |
| San Pedro de Ribas          | Ribes del Penedès         |                          |                                                                          |
| San Pedro de Riudevitlles   | Riudebitlles              |                          |                                                                          |
| San Pedro de Torelló        | Bellserrat                |                          |                                                                          |
| San Pedro de Vilamajor      | La Força                  |                          |                                                                          |
| San Pedro Pescador          | Empori                    |                          |                                                                          |
| Sant Pere Sallavinera       | Sallavinera d'Anoia       |                          |                                                                          |
| Sant Privat d'en Bas        | Puigsacalm                |                          |                                                                          |
| Sant Quintí de Mediona      | Aigüesbones               |                          |                                                                          |
| Sant Quirze de Besora       | Bisaura de Ter            |                          |                                                                          |
| Sant Quirze de la Serra     | Quirze de la Serra        | Sant Quirze del Vallès   |                                                                          |
| Sant Quirze Safaja          | Quirze Safaja             |                          |                                                                          |
| San Sadurní de Noya         | Sadurní d'Anoia           |                          |                                                                          |
| Sant Sadurní de l'Heura     | Sadurní de l'Heura        |                          |                                                                          |
| Sant Salvador de Bianya     | Hostalets de Capsacosta   |                          |                                                                          |
| Sant Salvador de Guardiola  | Guardiola de Bages        |                          |                                                                          |
| Sant Salvador de Toló       | Vila de Toló              | cn                       | Fusionado con Gavet de la Conca                                          |
| Sant Vicenç de Calders      | Calders del Baix Penedès  | cn                       | Pertenece a El Vendrell                                                  |
| Sant Vicenç de Castellet    | Castellet de Llobregat    |                          |                                                                          |
| Sant Vicenç de Montalt      | Llavaneres de Montalt     |                          |                                                                          |
| Sant Vicenç de Torelló      | Lloriana de Ter           |                          |                                                                          |
| Sant Vicenç dels Horts      | Horts de Llobregat        |                          |                                                                          |
| Santa Bàrbara               | Plana de Montsià          |                          |                                                                          |
| Santa Cecília de Voltregà   | Cecília de Voltregà       |                          |                                                                          |
| Santa Coloma de Cervelló    | Pinedes de Llobregat      |                          |                                                                          |
| Santa Coloma de Farners     | Farners de la Selva       |                          |                                                                          |
| Santa Coloma de Gramanet    | Gramenet de Besòs         |                          |                                                                          |
| Santa Coloma de Queralt     | Segarra de Gaià           |                          |                                                                          |
| Santa Cristina d'Aro        | Riudaura d'Aro            |                          |                                                                          |
| Santa Eugènia de Berga      | Berga del Castell         |                          |                                                                          |
| Santa Eugènia de Ter        | El Pla de Ter             | cn                       | Pertenece a Girona                                                       |
| Santa Eulàlia de Riuprimer  | Riuprimer                 |                          |                                                                          |
| Santa Eulàlia de Ronçana    | Ronçana del Vallès        |                          |                                                                          |
| Santa Fe del Penedès        | La Torre del Penedès      |                          |                                                                          |
| Santa Margarida de Montbui  | Aigüesbones de Montbui    |                          |                                                                          |
| Santa Maria de Merlès       | Merlès                    |                          |                                                                          |
| Santa Maria d'Oló           | Oló                       |                          |                                                                          |
| Santa Maria de Palautordera | Palautordera              |                          |                                                                          |
| Santa Oliva                 | Oliva del Penedès         |                          |                                                                          |
| Santa Pau                   | Pau de Sert               |                          |                                                                          |
| Santa Perpètua de Gaià      | Perpètua de Gaià          | Pontils                  | El pueblo conservó el nombre, pero el municipio ha cambiado.             |
| Santa Perpètua de la Moguda | Perpètua de Moguda        | Santa Perpètua de Mogoda |                                                                          |
| Santa Susanna               | Montagut de Mar           |                          |                                                                          |
| Santpedor                   | Graner de Bages           |                          |                                                                          |
| Sidamon                     | Olèstria                  |                          |                                                                          |
| Toses                       | Toses de la Muntanya      |                          |                                                                          |
| Vilanova de la Roca         | Vilanova del Vallès       | Vilanova del Vallès      | Nombre recuperado con posterioridad                                      |

cn = el núcleo conservó el nombre, aunque no haya conservado la independencia municipal

## Presente
Después del final de la Guerra, la legalidad la época de la República Española pasó a ser en su conjunto "ilegal" [cita requerida], y con ella los ciento veinticuatro cambios de nombre que hubo oficialmente en los municipios catalanes. 

En enero de 2003, ciento siete de los topónimos sustituidos en los años 1937 y 1938 seguían conservando su denominación "tradicional". 

Diecisiete (17) de ellos ya no tienen el mismo nombre, bien porque ha evolucionado a otra forma o porque los núcleos han sido objeto de procesos de segregación o agregación.

En sólo seis (6) de estos diecisiete casos la nomenclatura que finalmente se ha impuesto coincide con la que se aprobó durante el periodo 1937-1938, siendo cuatro (4) de ellos nombres que no respondieron a una inquietud contraria a la tradición religiosa secular.

Los nombres de Navàs, Montellà i Martinet, Hostalets de Pierola, Vilassar de Dalt, Calldetenes i Vilanova del Vallès han acabado siendo reconocidos como oficiales después del franquismo, quizás, y según Joan Tort', del Departamento de Geografía Física y Análisis Geográfico Regional de la Universidad de Barcelona, porque fueron cambios "normales", es decir, que no respondieron a ningún principio arbitrario, sino a una forma de aproximar la realidad administrativa a las costumbres y pautas de uso real.